# مقاطعة راندولف (إلينوي)
مقاطعة راندولف (بالإنجليزية: Randolph County)‏ هي إحدى المقاطعات في ولاية إلينوي في الولايات المتحدة الأمريكية.

## معرض صور

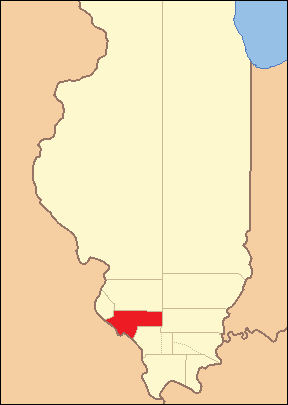
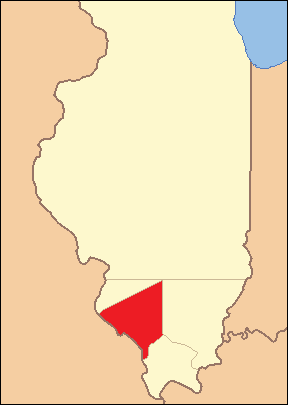
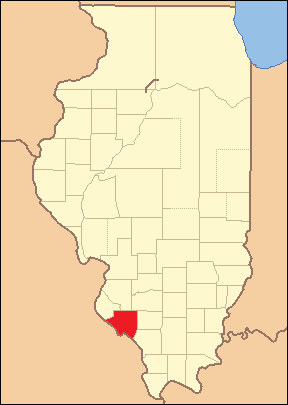
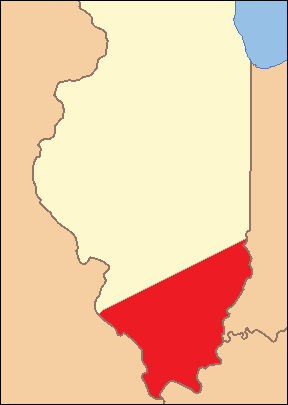
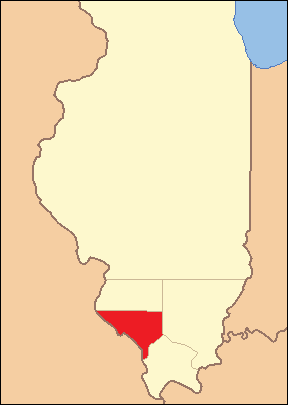